# Memoriał Alfreda Smoczyka 1983

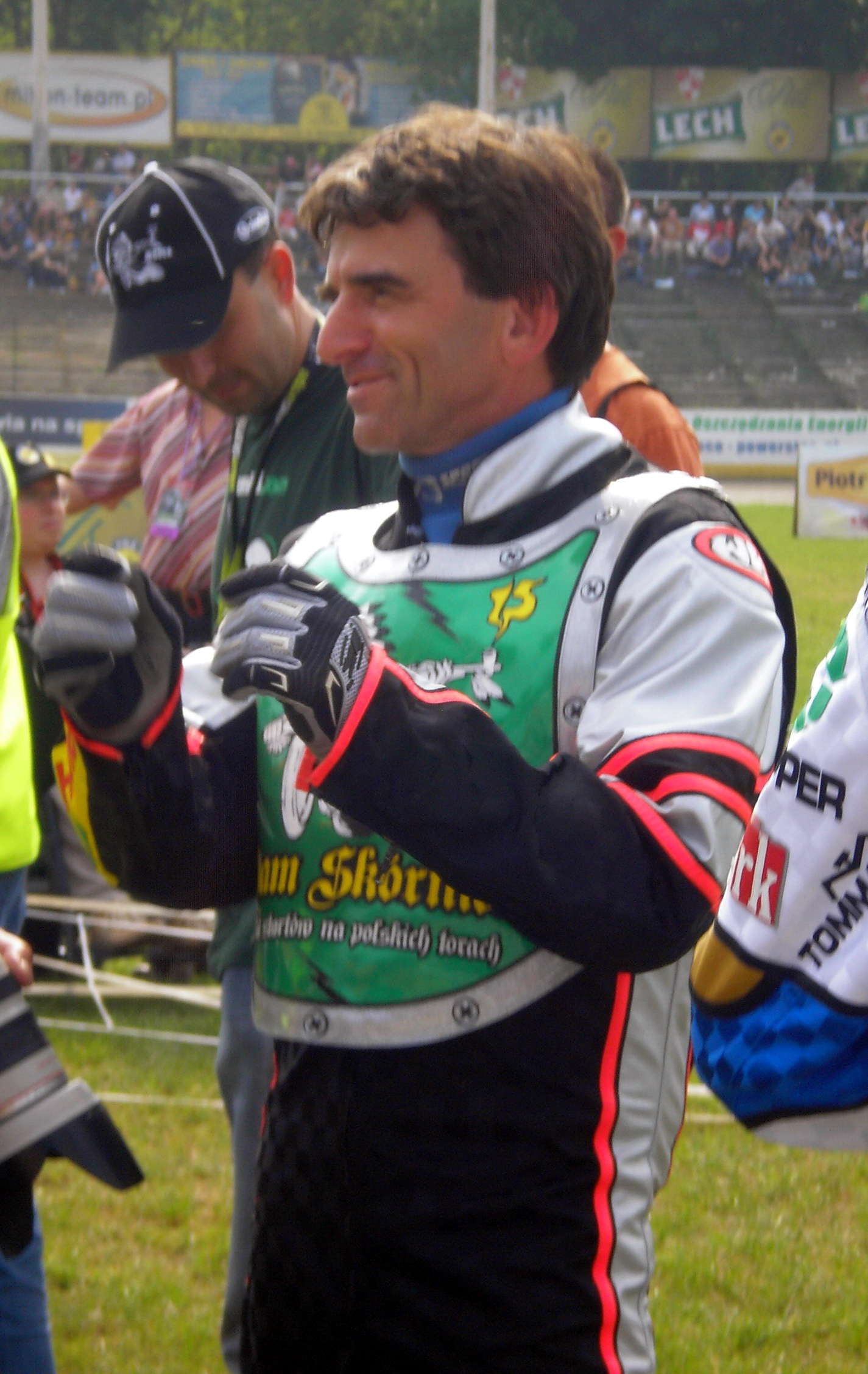
Roman Jankowski

XXXIII Memoriał Alfreda Smoczyka odbył się 9 października 1983 r. Wygrał po raz drugi Roman Jankowski z Unii Leszno.
Sędzia przerwał zawody po 16 biegu z powodu opadów deszczu.

## Wyniki
- 9 października 1983 r. (niedziela), Stadion im. Alfreda Smoczyka (Leszno)
- Najlepszy Czas Dnia: Mariusz Okoniewski – w 2 wyścigu – 72,20 sek.

| Msc. | Zawodnik                  | Klub / Kraj          | Pkt |           |  |
| ---- | ------------------------- | -------------------- | --- | --------- |  |
| 1    | (1) Roman Jankowski       | Unia Leszno          | 11  | (3,2,3,3) |  |
| 2    | (11) Jerzy Rembas         | Stal Gorzów Wlkp.    | 10  | (2,3,2,3) |  |
| 3    | (9) Andrzej Huszcza       | Falubaz Zielona Góra | 9   | (w,3,3,3) |  |
| 4    | (8) Petr Kučera           | Czechosłowacja       | 8   | (1,3,2,2) |  |
| 5    | (14) Wojciech Żabiałowicz | Apator Toruń         | 8   | (2,3,1,2) |  |
| 6    | (5) Mariusz Okoniewski    | Unia Leszno          | 7   | (3,0,3,1) |  |
| 7    | (4) Bogusław Nowak        | Stal Gorzów Wlkp.    | 7   | (2,2,3,u) |  |
| 8    | (10) Zenon Kasprzak       | Unia Leszno          | 6   | (3,1,0,2) |  |
| 9    | (6) Mirosław Berliński    | Wybrzeże Gdańsk      | 6   | (2,2,w,2) |  |
| 10   | (3) Eugeniusz Błaszak     | Start Gniezno        | 5   | (d,2,w,3) |  |
| 11   | (15) Włodzimierz Heliński | Unia Leszno          | 5   | (3,1,d,1) |  |
| 12   | (12) Istvan Rusz          | Węgry                | 5   | (1,1,2,1) |  |
| 13   | (13) Jan Krzystyniak      | Falubaz Zielona Góra | 4   | (d,1,2,1) |  |
| 14   | (2) Emil Sova             | Czechosłowacja       | 2   | (1,0,1,0) |  |
|      | (16) Leon Kujawski        | Start Gniezno        | 2   | (1,0,1,0) |  |
| 16   | (7) Piotr Podrzycki       | Start Gniezno        | 1   | (d,0,1,d) |  |

## Bieg po biegu
1. (72,60) Jankowski, Nowak, Sova, Błaszak (d)
2. (72,20) Okoniewski, Berliński, Kucera, Podrzycki (d)
3. (72,60) Kasprzak, Rembas, Rusz, Huszcza (w)
4. (75,50) Heliński, Żabiałowicz, Kujawski, Krzystyniak (d)
5. (73,20) Huszcza, Jankowski, Krzystyniak, Okoniewski
6. (74,20) Żabiałowicz, Berliński, Kasprzak, Sova
7. (76,20) Rembas, Błaszak, Heliński, Podrzycki
8. (76,20) Kucera, Nowak, Rusz, Kujawski
9. (77,00) Jankowski, Rembas, Kujawski, Berliński
10. (78,20) Okoniewski, Rusz, Sova, Heliński (d)
11. (72,40) Huszcza, Kucera, Żabiałowicz, Błaszak (w)
12. (73,00) Nowak, Krzystyniak, Podrzycki, Kasprzak
13. (77,40) Jankowski, Żabiałowicz, Rusz, Podrzycki (d)
14. (77,00) Rembas, Kucera, Krzystyniak, Sova
15. (77,20) Błaszak, Kasprzak, Okoniewski, Kujawski
16. (75,00) Huszcza, Berliński, Heliński, Nowak (u)